# Cyrtolabus christophi
Cyrtolabus christophi is een keversoort uit de familie bladrolkevers (Attelabidae). De wetenschappelijke naam van de soort werd in 1884 gepubliceerd door Faust.